# Čeští spravedliví mezi národy
Čeští spravedliví mezi národy – titul Spravedlivý mezi národy uděluje izraelská Komise pro rozpoznávání spravedlivých, která funguje při památníku Jad vašem. Komise tento titul doposud udělila 125 osobám z České republiky (stav k 1. lednu 2022).

## Seznam
Níže je uveden abecední seznam, přičemž v závorce je rok udělení.
- Karla Andělová-Weisová (1978)
- František a Marie Baborovi (in memoriam) (1991)
- Leopold a Antonie Bačovští (1995)
- Dr. Anna Binder-Urbanová (1967)
- Karel a Milada Bisomovi (2001)
- Josef Bleha (1994)
- Vincenc a Anna Bohatí (in memoriam) (2015)
- Adolf a Anna Brchanovi (2003)
- Věra Brůžková-Diskantová (2003)
- Bohuslav a Olga Čepkovi a dcera Evženie Vroblová (2021)
- Karla a Václav Divišovi (1999)
- Alois Dvořák a jeho dcera Marie (2001)
- Antonín Dvořák (2001)
- Olga Fierzová (1966)
- Josef Fišera (1988)
- Libuše Friesová (1999)
- Karel Frýdl (1983)
- Božena Goldscheiderová (2001)
- Iosif a Juzefa Gozakovi (2004)
- Miloš Hájek (1995)[3]
- Alena Hájková (1991)
- Milena Herbenová (2003)[4]
- Antonín Holátko a manželka (in memoriam) (1991)
- Josef a Anna Holátkovi (1991)
- Toník and Emilka Holštajnovi (in memoriam) (1998)
- Alois Holub (1994)
- Ladislav Holub (in memoriam) (2000)
- Matěj a Růžena Homolkovi a jejich syn Jaroslav (2001)
- Marie a Vladimír Honcíkovi (1995)
- Alice Horáková (2003)
- Wiera a Andrzej Hrekowi (1966)
- Jaroslav a Anna Chlupovi (1984)
- Kryštof a Ludmila Jahnovi (in memoriam) (1983)
- Přemysl Jansa (2014)
- František Jaroš (2021)
- Milena Jesenská (in memoriam) (1994)
- Anna a Karel Jirsovi (1999)
- Václav Juran (1983)
- Antonín Kalina (in memoriam) (2012)
- Josef a Anna Karáskovi (2004)
- Libuše a Josef Kašparovi (1995)
- Josef a Milada Kolmanovi (2003)
- Karel Košvanec (2013)
- Vojtěch (in memoriam) a Marie Kovářovi (2000)
- František Kozák (1978)
- Božena a Karel Kubalovi (in memoriam) (1996)
- Josef a Rosanna Kunáškovi (1995)
- František a Anna Kytlicovi a jejich syn Jaroslav (2001)
- Anna Lesáková (1996)
- Anna a František Makovští (in memoriam) (1996 a 1997)[5]
- Hana Málková (in memoriam) a její dcera Eva (1999)
- Ladislav Mráček (1999)
- Otakar Nesvadba (2002)
- Vojtěch Adalbert Novák (1989)
- Oldřich a Marie Oherovi (2000)
- Anna a František Opatovi (in memoriam) a jejich dcery Barbora a Marie (1992)
- Jan a Marie Pasekovi (1999)
- Miloslav Pažout (1997)
- Přemysl Pitter (1964)
- Františka Prvá (1992)
- Josef Říha (1966)
- Josefa Schovanková (1990)
- Václav a Maria Šircovi (2017)
- Jiří Seydler (2001)
- Růžena Šmídová (in memoriam) a její nevlastní syn Bohdan Bohun (1997)
- Irina Sobotková (1963)
- Jana Sudová (2006)
- Josef Taver (1992)
- Ludmila Tichá (2000)
- Jan a Anna Tkadlečkovi a jejich syn Bohumil (1969)
- Karel a Františka Tojšlovi (2021)
- Alexander Tomíček (in memoriam) a jeho dcera Anna Butová (1997)
- Zdeněk Urbánek (1992)
- František a Františka Večerovi (2006)
- Vladimír Vochoč (in memoriam) (2016)[6]
- Vlasta Weinerová (in memoriam) (1990)
- Marie a František Zbořilovi (2000)
- Jaroslav Zdařil (2000)
- Stanislav Zvoníček (2001)